# Bobby Ball
Bobby Ball, (26 de agosto de 1925 – 27 de fevereiro de 1954) foi um automobilista norte-americano. que esteve nas 500 Milhas de Indianápolis de 1951 e 1952. A prova fez parte do calendário da Fórmula 1 de 1950 até 1960. Seu melhor resultado foi o 5º lugar na corrida de 1951, marcando 2 pontos.